# Rameh Shīr
Rameh Shīr (persiska: رَمِشی, Rameshī, رمه شیر) är en ort i Iran.   Den ligger i provinsen Mazandaran, i den norra delen av landet, 110 km nordost om huvudstaden Teheran. Rameh Shīr ligger 47 meter över havet och antalet invånare är 210.
Terrängen runt Rameh Shīr är platt åt nordost, men åt sydväst är den kuperad.Runt Rameh Shīr är det ganska glesbefolkat, med 47 invånare per kvadratkilometer. Närmaste större samhälle är Āmol, 14,8 km öster om Rameh Shīr. Trakten runt Rameh Shīr består till största delen av jordbruksmark.